# لرا کیل
لرا کیل (انگلیسی: Lora Logic؛ زادهٔ ۱۹۶۰) یک خواننده است.